# Provincia Siracusana

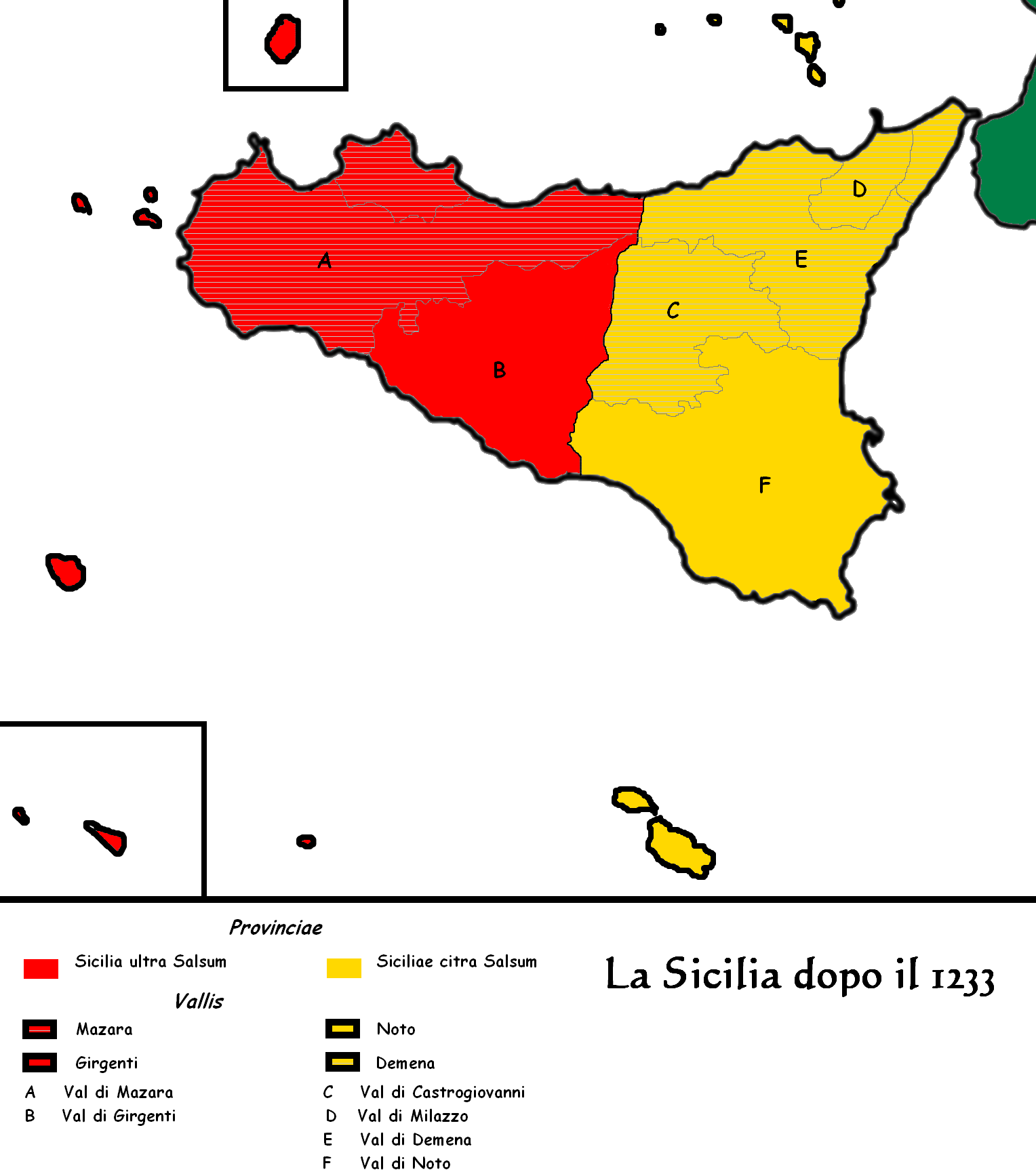
Nell'immagine la divisione della Sicilia in due parti; questa divisione - che qui riporta una data medievale - nacque proprio in epoca romana, e perdurò per molti secoli, con le due province: Lilibetana (Siciliae ultra Salsum) e Siracusana (Siciliae citra Salsum)

La provincia Siracusana fu un territorio storico della Sicilia. Venne istituita durante l'epoca repubblicana di Roma e cessò di esistere solamente nel tardo medioevo.

## Storia
Prima della conquista di Siracusa, Roma aveva stabilito la sua sede principale giuridico-amministrativa presso Lilibeo, nella Sicilia occidentale, e aveva istituito la provincia Lilibetana. In quel sito risiedeva il questore romano. Quando però Roma s'impadronì dell'ex-regno ieroniano, stabilì la provincia Siracusana.
Poiché ogni provincia romana doveva avere un unico alto magistrato, ovvero il praetor, fu stabilito che per amministrare la Sicilia questi venisse ubicato nella nuova provincia Siracusana. Ma fatto singolare e non usuale nei domini romani, venne altresì stabilito che si nominassero due questori; uno con sede nella Lilibetana e l'altro nella Siracusana.
L'ingresso di Roma in Sicilia portò ad una tripartizione geo-politica dell'isola. In un primo momento, quando i romani intervennero nelle guerre greco-puniche, il regno di Ierone II aveva i suoi confini stabiliti a nord dal fiume Simeto e a sud-ovest dal fiume Salso; i cartaginesi possedevano la parte settentrionale di Agrigento, fino al fiume Imera; mentre i romani avevano già conquistato la rimanente, e maggiore, parte dell'isola. L'assetto cambiò definitivamente con la conquista di Siracusa e la formazione delle due province, le quali divisero giuridicamente l'isola in due. I confini erano stabiliti dal fiume Salso.